# Mental ray
mental ray — профессиональная система рендеринга и визуализации изображений, разработанная компанией mental images (Германия). Является дочерней компанией NVIDIA.
mental ray лучше всего интегрирован с Softimage XSI (с 1996 года, тогда Softimage назывался Sumatra), есть также интеграции с Autodesk Maya (c 2002), Autodesk 3ds Max (c 1999), Houdini, SolidWorks, так же имеется версия standalone. Это мощный инструмент визуализации, поддерживающий сегментную визуализацию, подобно механизму сопровождающей визуализации, реализованному в Maya, рендеринг по слоям, окклюзию, тени, отражения.

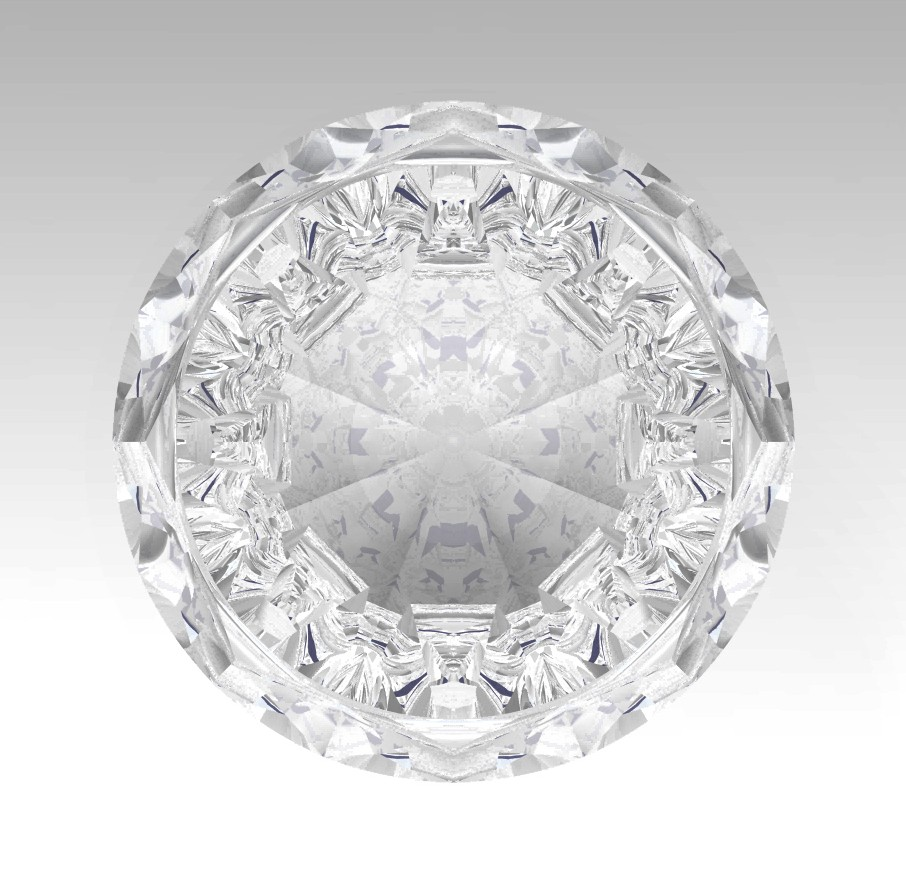
Изображение алмаза отрендерено с использованием mental ray в CATIA V5R19 Photo Studio.

Также поддерживает технологию распределённой визуализации, позволяющую рационально разделять вычислительную нагрузку между несколькими компьютерами (многопоточный и сетевой рендеринг) до 8 процессоров на одном компьютере и 4 сетевых. С помощью режимов Final gather, Irradiance Particles и Photon разными путями создаётся глобальное освещение. Также имеется каустика и motion blur. Преимущество mental ray — в его расширяемости. Можно написать шейдеры на языке C++, что выделяет его из других рендеров и даёт право называться продакшн рендером как и RenderMan.
mental ray был разработан в 1986, коммерческая версия выпущена в 1989.

## Алгоритмы расчёта глобального освещения
- Final Gather — наиболее часто используемый алгоритм расчёта непрямого освещения, а также освещения посредством материалов и карты окружения. Имеет несколько алгоритмов интерполяции, а также вариант просчёта без интерполяции.
- Photon Map — алгоритм построения фотонной карты от источников прямого света, может работать в связке с Final Gather.
- Importons — алгоритм, большей части вспомогательных расчётов. Может работать в связке с другими алгоритмами.
- Irradiance Particles — алгоритм просчёта глобального освещения. Использует importons, а также может работать в связке с Final Gather.

Помимо этого существуют шейдеры, позволяющие создавать эффекты непрямого освещения, без вышеперечисленных алгоритмов (mia_material, p_megatk).

## iray
iray — самостоятельный unbiased визуализатор, появившийся в 3.8 версии mental ray. Позволяет производить вычисления одновременно на центральном процессоре и графическом процессоре с архитектурой CUDA.

## Мультиплатформенный рендеринг
Поддерживаются платформы: Windows NT, Alpha, Linux-alpha, Linux-x86, SGI, AIX 4, DEC UNIX 4, HP-UX 11, SGI IRIX и Sun Solaris.

## Применение в производстве
mental ray использован в фильмах:
- Астерикс завоёвывает Америку
- Бойцовский клуб
- Клетка
- Город потерянных детей
- Прогулки с динозаврами
- Комната страха
- Звёздные войны. Эпизод II. Атака клонов
- Терминатор 3
- Халк
- Матрица: Перезагрузка и Революция
- Послезавтра
- Александр
- Блэйд 3: Троица
- Сын Маски
- Братья Гримм
- Большое путешествие
- Железобетон
- Артур и минипуты
- Посейдон
- Dante 01
- Трон: Наследие